# Kommer en Kwel
Kommer en Kwel (origineel: Poor Unfortunate Souls) is een lied uit de Amerikaanse animatiefilm De Kleine Zeemeermin (uit 1989) van Walt Disney Pictures. Het lied is door Howard Ashman en Alan Menken geschreven en werd gezongen door Pat Carroll, de Nederlandse versie werd gezongen door Nelly Frijda. Het lied werd in 2006 gezongen door de Jonas Brothers.
In de film zingt de zeeheks, Ursula, dit lied voor Ariel in een stijl die Broadway en Burlesque combineert. Ursula wil met dit lied Ariel overtuigen om haar stem te ruilen in plaats voor benen (om zo een mens te worden).
De uitdrukking "kommer en kwel" is afkomstig uit de Bommelsaga van Marten Toonder. De eerste keer dat de term opduikt is in het verhaal De Hachelbouten (1960).